# Silnice II/158
Silnice II/158 je komunikací II. třídy v Jihočeském kraji, v okrese Český Krumlov.
Propojuje mezi sebou město Kaplice s obcí Malonty v podhůří Novohradských hor.
Její celková délka je zhruba 8,9 km. Počátek silnice je ve výšce cca 540 m n. m. a pozvolna vystoupá na konci až na 688 m n. m.
Přímo na trase je čerpací stanice na okraji obce Malonty.

## Popis trasy
| km  | Místo    | Popis                                                                                                 |
| --- | -------- | --- |
| 0   | Kaplice  | II/158 začíná na JV okraji města Kaplice výjezdem ze silnice II/154                                   |
| 0,3 |          | most přes řeku Malši                                                                                  |
| 0,4 |          | vlevo odbočka na III/1581 směrem na Mostky a Dobechov                                                 |
| 2,6 | Květoňov | vlevo odbočka na III/1581 směrem na Dobechov                                                          |
| 4,9 | Jaroměř  | průjezd obcí                                                                                          |
| 7,4 | Malonty  | vpravo odbočka na III/1583 směrem na Bukovsko                                                         |
| 8,5 | Malonty  | vpravo odbočka na III/1585 směrem na Bělá                                                             |
| 8,9 | Malonty  | II/158 končí; vpravo odbočka na III/15811 směr Pohorská Ves a vlevo odbočka na III/1589 směr Meziříčí |

Vzdálenosti uvedené v tabulce jsou přibližné.